# Jonel Popović
Jonel Popović je rođen 20. januara 1950. godine u Banatskom Novom Selu. Posle završene srednje Umetničke škole u Novom Sadu, diplomirao na Likovnoj akademiji u Bukureštu 1973. godine u klasi slikara Kornelia Babe. Član je ULUV-a od 1985. godine. Radi kao grafički urednik u N.U. „Libertatea“ iz Pančeva. Ulje na platnu mu je uža specijalnost a često radi suvi pastel. Dve hiljade i neke godine osniva Školu crtanja, pre svega za početnike, ali i za starije umetničke duše.
Od 1974. godine skoro redovno učestvuje u radu Likovne kolonije „Deliblatski pesak“, kao i u radu desetak drugih kolonija u Jugoslaviji i Rumuniji.

## Izložbe
Samostalno je izlagao:
- 1970. - Bukurešt
- 1983. - Beograd, KNU
- 1984. - Pančevo, Savremena galerija Centra za kulturu
- 1987. - Novi Sad, Galerija ULUV-a; Zemun, Stara kapetanija
- 1989. - Vršac, „Kuća Sterija“
- 1991 — 1993. — Pančevo, Kafe galerija „Aleksander“
- 1998. - Starčevo, Galerija „Boem“
- 1999. - Pančevo, Savremena galerija Centra za kulturu

Od 1969. učestvuje na preko stotinu kolektivnih izložbi u zemlji i inostranstvu.

## Nagrade
- 1981.- Nagrada Južnobanatskog likovnog salona
- 1983.- Nagrada Oktobarskog likovnog salona u Pančevu
- 1985.- Nagrada ULUV-a
- 1986.- Otkupna nagrada Muzeja likovne umetnosti Novog Sada
- 1987.- Otkupna nagrada na izložbi "Pančevo inspiracija slikara"

## Literatura
1. ↑  „Jonel Popović”. Архивирано из оригинала 04. 08. 2009. г.
2. ↑  „Umetnost je lepa i kreativna igra”.[мртва веза]
3. ↑  „Pancevac Online - Izložba koju obavezno treba pogledati”.[мртва веза]